# Рамзес III
Рамзес III, часом Рамсес III — фараон Стародавнього Єгипту, що правив приблизно в 1185—1153 роках до н. е., з XX династії. Син Сетнахту і цариці Тейе Меренісіт. Час правління Рамзеса III став останнім значним періодом підйому єгипетської державності в епоху Нового царства. Це тридцятиріччя, ознаменувалося новими військовими подіями, колосальним храмовим будівництвом. Епоха бурхливих міждинастичних подій і переворотів минула, Єгипет зумів зберегти своє фундаментальне багатство, знову вступив у смугу розквіту царської влади в останній раз протягом своєї тритисячолітньої історії. У народному говорі Рамзес III називали Рамсес-па-нутер, з чого греки зробили відомого Рампсинита. Рамсес-па-нутер означає «Рамсес-бог» і це прізвисько, яке зустрічається і на пам'ятниках.

## Прихід до влади
Ще будучи спадкоємцем престолу, Рамзес узяв активну участь в управлінні країною. Рамзес III зійшов на престол у 26-й день I місяця сезону шему (тобто Посухи). До цього часу, ймовірно, йому було вже за тридцять, а в його родині налічувалося кілька дітей. Безумовно, своїм відносно спокійним і плідним царюванням Рамзес III був повністю зобов'язаний Сетнахту, що зумів втілити мрії нової династії на хиткому ґрунті анархії, що припинила існування двору Рамзеса Великого. На відміну від своїх попередників, він не залишив жодного документа, датованого першим роком правління, коли багато фараонів починали активну діяльність. Датовані джерела часів його правління зустрічаються не особливо часто; винятком у цьому сенсі є лише колосальний архів Дейр ель-Медіни та пам'ятники великих чиновників. На 5-му і 15-му роках правління фараона були організовані особливі поїздки фараона з метою проінспектувати стан численних храмових комплексів країни. Між цими подіями створено три великі військові написи, що розповідають про важливі зовнішньополітичні події, наслідки яких позначилися на всьому житті долини Нілу. Кінець воєн припав на 11-й рік правління Рамзеса III.
Документи, що відносяться до другої половини царювання, досить одноманітні: релігійні тексти і декрети на користь Амона, датовані 16-м і 20-м роками правління, що збереглися в Карнаці. У тексті стели з Мемфіса від 24-го року царювання збереглася згадка про встановлення культу Рамзеса III, який існував практично з часу його воцаріння. Рідкісні царські пам'ятники, які зберегли датування, з лишком компенсуються незліченними документами з Дейр ель-Медіни, що, можливо, говорить про зростання невдоволення у суспільстві, що привів до певної подоби заколоту на 29-му році правління фараона.

## Військові кампанії
На 5-му році правління Рамзеса в Єгипет з заходу вторглися лівійці, керовані своїм царем Термером. Вторгнення лівійців за своїми розмірами значно перевершувало відбите фараоном Мернептахом за чверть століття до того. Папірус Харріса розповідає: «Чехену (лівійці) — в русі, вони зачаїлися. Вони зібралися, їх зійшлося незчисленна кількість, у тому числі лібу, сепеди і машауші, всі зібралися й кинулися проти Єгипту». Це був цілий союз лівійських племен, що включав у себе населення земель Чемеху, Лібу і близьких їм Мешауаш. Великий напис 5-го року в Мединет-Абу є основним джерелом, що розповідає про події, які відбулися. Найбільш часто, як і в папірусі Харріса, тут згадується лібу, а народи, згадані в інших джерелах, наприклад, сепеди, опускаються зовсім. При описі показування фараоном трофеїв військової кампанії, чотири види бранців, яких він показує, названі тільки як лібу. Цікаво, що лівійський напис 5-го року несподівано згадує про два народи, що входили до союзу «народів моря»: пеласгів та закарів. Напис назви цих народів, виконаний ієрогліфами чоловіки і жінки, підкреслював — йшлося не стільки про воїнів, скільки про цілі народи. Про їхнє походження нічого не відомо, крім того, що вони не входили до числа народів, з якими воював Мернептах.
На 8-му році правління Рамзеса III Єгипет постав перед загрозою нового вторгнення «народів моря». У тексті з папірусу згадується великий перелік країн, що пали перед незламними арміями прибульців: «Жодна країна не вистояла проти їхніх рук, Хета, Кеді, Кархеміш, Ірчу, Ірса. Вони спустошили ці (місцевості) і отаборилися в одному місці в землі Амор (Амурру), люди якої полонені і яких як не бувало». Якщо слідувати традиційній локалізації, згідно з якою Хета — Хетське царство в Малій Азії, Кеді розташовувався поруч з Угаритома, Кархеміш стояв на верхів'ях Євфрату, Ірчу (Арцава?) знаходився десь на півдні сучасної Туреччини, а Ірса — древнім назву Кіпру, — то грандіозний розмах «навали» дійсно вражає. Крім пеласгів та закарів, вже згадуваних у текстах 5-го року Рамзеса III, у документах 8-го року згадані народи Шекелеш (сікули?), Шардана (сарди?, які згодом заселили острів Сардинія), Данун (данайці?), Уешеш. Частина військових сил супроводжувала жінок і дітей, що їхали в возах, запряжених волами, інші вояки пливли по морю на кораблях.

## Походи проти Нубії та в Сирію
Ще одна битва, крім воєн з «народами моря» і лівійцями, згадана в папірусі Харріса. Рамзес вів також війну в Едом, на південь від Мертвого моря, проти кочових народів шасу, що жили біля гори Саара (бібл. Сеїр), де була взята багата воєнна здобич. Якщо ця кампанія, можливо, була оборонним заходом, вжитим з метою відбиття навали сусідніх з Палестиною кочових племен, то вторгнення в царство Амурру і колишні володіння Хетського царства в Сирії переслідували завойовницькі цілі. Коротка інформація про ці події є на Мединет-Абу й Карнаку, де на рельєфах зображено взяття армією фараона одної з ворожих фортець. У текстах збереглися дві назви: місто Ірчу і «хітіті Туніп».
Відомо, що Рамзес III взяв у Сирії, як мінімум 5 укріплених міст, а також зводив там нові фортеці. В одному з пунктів у Сирії був побудований також храм Амона, в якому було вміщено велике зображення головного бога Єгипту. Не виключено, що фараон проник дуже далеко на північний схід, але закріпити свої завоювання в Сирії не зміг. Війни, які вів Рамзес III, створюють враження, що відтепер Єгипту доводиться захищати вже власну територію. Про «азійської імперії» за часів XX династії, здається, вже забули. Єгипетські гарнізони поки ще були присутні в Сирії і Палестині, однак, їхній вплив тут став мінімальним, а єгипетські пам'ятники, цього часу — дуже рідкісними. Судячи з усього, Рамзес III був останнім фараоном, при якому хоч якась єгипетська присутність у Палестині зберігалася.
У Нубії при Рамзесі III практично нічого примітного скоєно не було. Сцена рельєфу в Мединет-Абу показує фараона, що нападає на групу нубійців, проте немає ніякого свідоцтва того, що Рамзес III коли-небудь проводив таку кампанію. Багато істориків погоджуються, що це просто приклад прославляння фараона, який стверджує його право на владу. У Нубії лише виявлені царські імена, вирізані на пам'ятках попередніх царів і стели «царського сина Куша» Хорі I, сина Кама, що отримав цю посаду ще при Саптаху, який, імовірно, від імені свого царя звів частину храму в Кубані. Дві статуї фараона були колись споруджені в Каср Ібрім. Наразі від них залишилася лише нижня частина. Хорі I успадкував його син, Хорі II, який виконував обов'язки намісника Нубії і при Рамзесі IV.
Тріумфальні тексти Мединет-Абу завершуються переліком більш ніж 250 найменувань народів і місцевостей, більша частина з яких не ідентифікована. Обложений ворогами у власній країні, Рамзес III гідно відбив вторгнення, але Єгипет вже не міг, як колись бути переможцем на берегах Оронта і Євфрату. Характерна риса документації епохи Рамзеса III — пишність і відсутність важливої конкретної інформації.

## Сім'я та нащадки
Відомості про сім'ю Рамзеса III украй мізерні. Єдина згадка про його «велику дружину» збереглася на статуї в храмі Рамзеса у володіннях Мут: це була цариця Ісіда, сестра (?) фараона. Крім неї існувала, принаймні, ще одна жінка, імовірно цариця Тіті, володарка красивої гробниці в Долині Цариць, яка народила царю одного зі спадкоємців, майбутнього Рамзеса IV. Повна відсутність даних про другорядних дружин стає менш дивною, якщо врахувати, що навіть головна дружина — Ісіда була згадана лише завдяки синівської пам'яті одного зі своїх дітей — майбутнього Рамзеса VI, за наказом якого ім'я матері висікли на цоколі статуї батька. Свідченням повної відсутності у Рамзеса III уваги до своїх дружин стали порожні картуші у статуй цариць у Мединет-Абу: їхні сини не спромоглися залишити для історії імена матерів. Намагаючись у всьому повторювати Рамзеса Великого, Рамсес III мав велике потомство: всі його наступники від Рамзеса IV до Рамзеса IX були його синами та онуками. Інший син Рамсес-Меріатум став верховним жерцем Ра. У Долині Цариць виявлено шість гробниць синів Рамзеса III, які відрізняються високим художнім рівнем розписів. На них Рамзес представляє померлих царевичів — Парахерунемефа, Хаемуаса і Рамзеса Аменхерхепешефа богам загробного світу; інші три гробниці залишилися невитребуваними, з огляду на те, що їхнім потенційним власникам вдалося здійнятись на престол. Усі три гробниці принців з похованнями, а також ще одна в Долині царів були пограбовані ще в давнину.
Правив Рамзес 31 рік та 40 днів.

## Обставини смерті
Як нещодавно встановили італійські науковці з м. Больцано, Рамзес був убитий шляхом перерізання горла. У змові скоріше за все були винні його дружина Теє та син Пентавер.